# トヨタ・ライズ
ライズ（RAIZE）は、トヨタ自動車が販売する小型クロスオーバーSUVである。

## 概要
「アクティブ・ユースフル・コンパクト」をコンセプトに、週末のレジャーでも普段使いでも扱いやすく、様々なシーンでアクティブな毎日をサポートする車種として開発された。
子会社であるダイハツ工業が進める「DNGA（ダイハツ・ニュー・グローバル・アーキテクチャー）」の下で開発された。同じ2019年にフルモデルチェンジされた軽自動車のダイハツ・タントに次ぐDNGAの導入で、トヨタ車としては初めてとなった。ダイハツではロッキーとして販売され、OEM供給の形をとる。トヨタ・ダイハツでの販売を前提に開発が行われ、デザインはトヨタの要望を基にダイハツが行ったものである。
トヨタが取り扱うダイハツ工業製小型SUVとしては、2006年1月から2016年3月まで発売されていたラッシュ（ビーゴのOEM車種）以来、約3年8ヶ月ぶりの投入となる。
ボディは全長と全幅をラッシュ（2006年1月販売型）と同等のサイズ（全長：3,995 mm、全幅：1,695 mm）とすることで競合車種のスズキ・クロスビー同様、5ナンバーサイズとしている。なお、全高はラッシュよりも低い1,620 mmである。荷室はデッキボードが可動式で、普段は下段に設置して大容量のスペースを確保。デッキボードを上段に設置し、後席シートを前倒しすることで長尺物の積載が可能となり、デッキボードを取り外すとアンダースペースが現れ、背丈の高い荷物の積載も可能となる。
なお、SUVではC-HRに次いで2車種目となる全てのトヨタブランド販売店（トヨタ店、トヨペット店、カローラ店、ネッツ店及びトヨタモビリティ東京）での取り扱いとなる。

## デザイン
フロントフェイスに関しては2代目ロッキーとは異なる意匠が与えられており、当時のトヨタのデザインアイデンティである「キーンルック」が用いられている。また、巷ではRAV4の縮小版と形容されることもある。バンパーコーナーは角張った形状に、ロアグリルは大きめの台形形状が用いられている。
また、SUVらしいシルエットを表現するため、タイヤは16インチと17インチの大径サイズを装着し、フェンダーを張り出している。

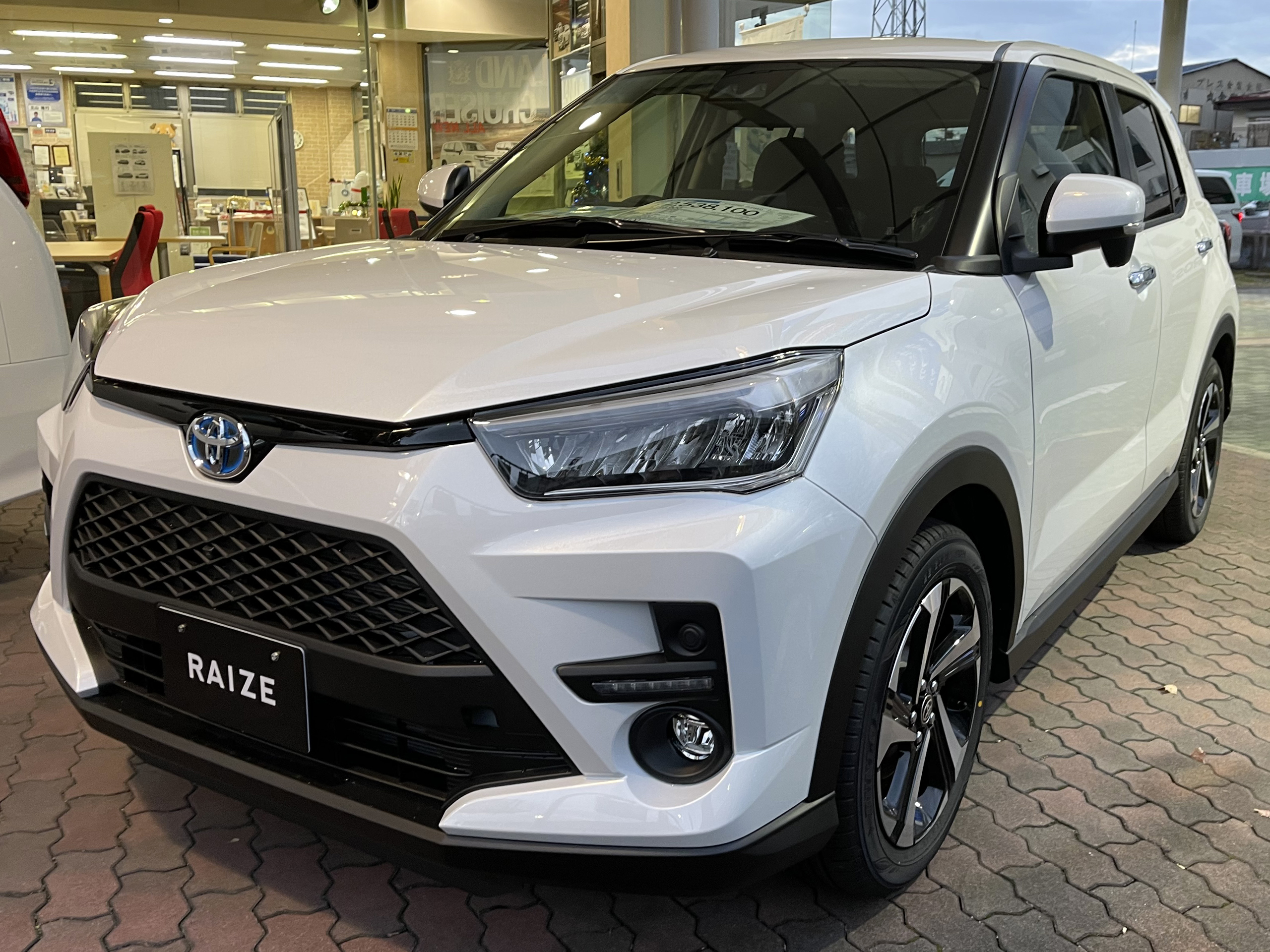
2021年11月改良型 HYBRID Z フロント
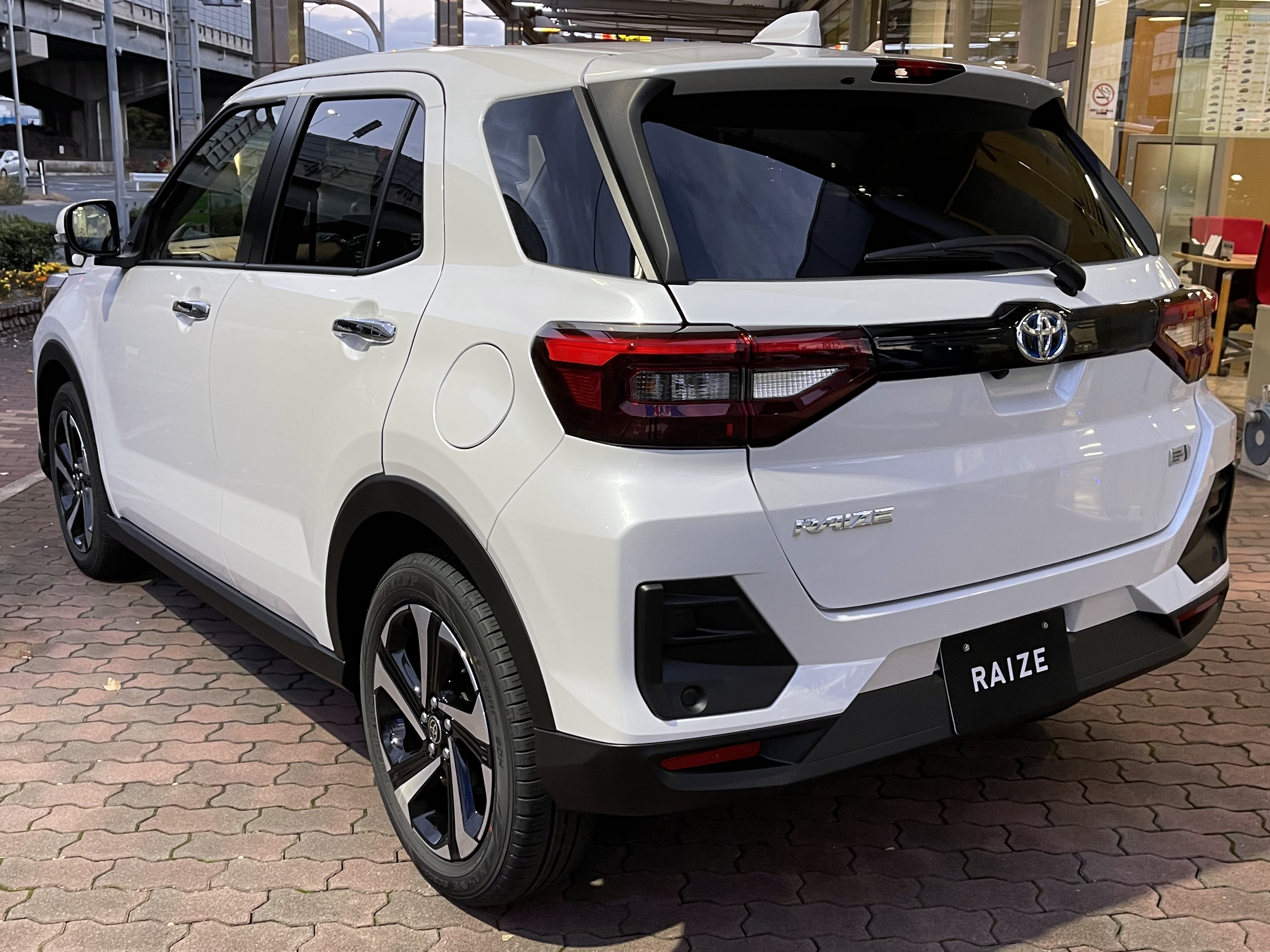
2021年11月改良型 HYBRID Z リア
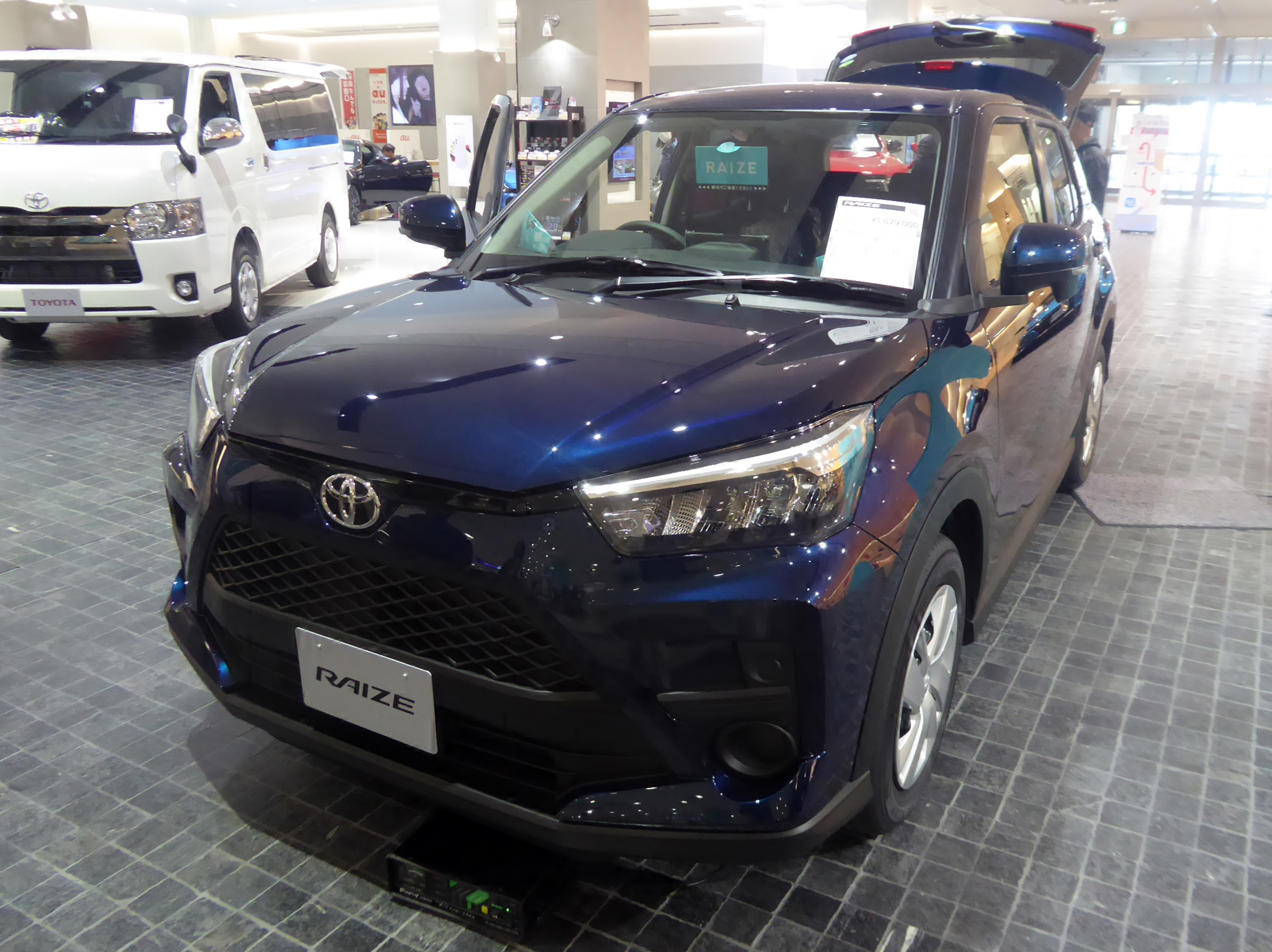
2019年11月発売型 X"S" フロント
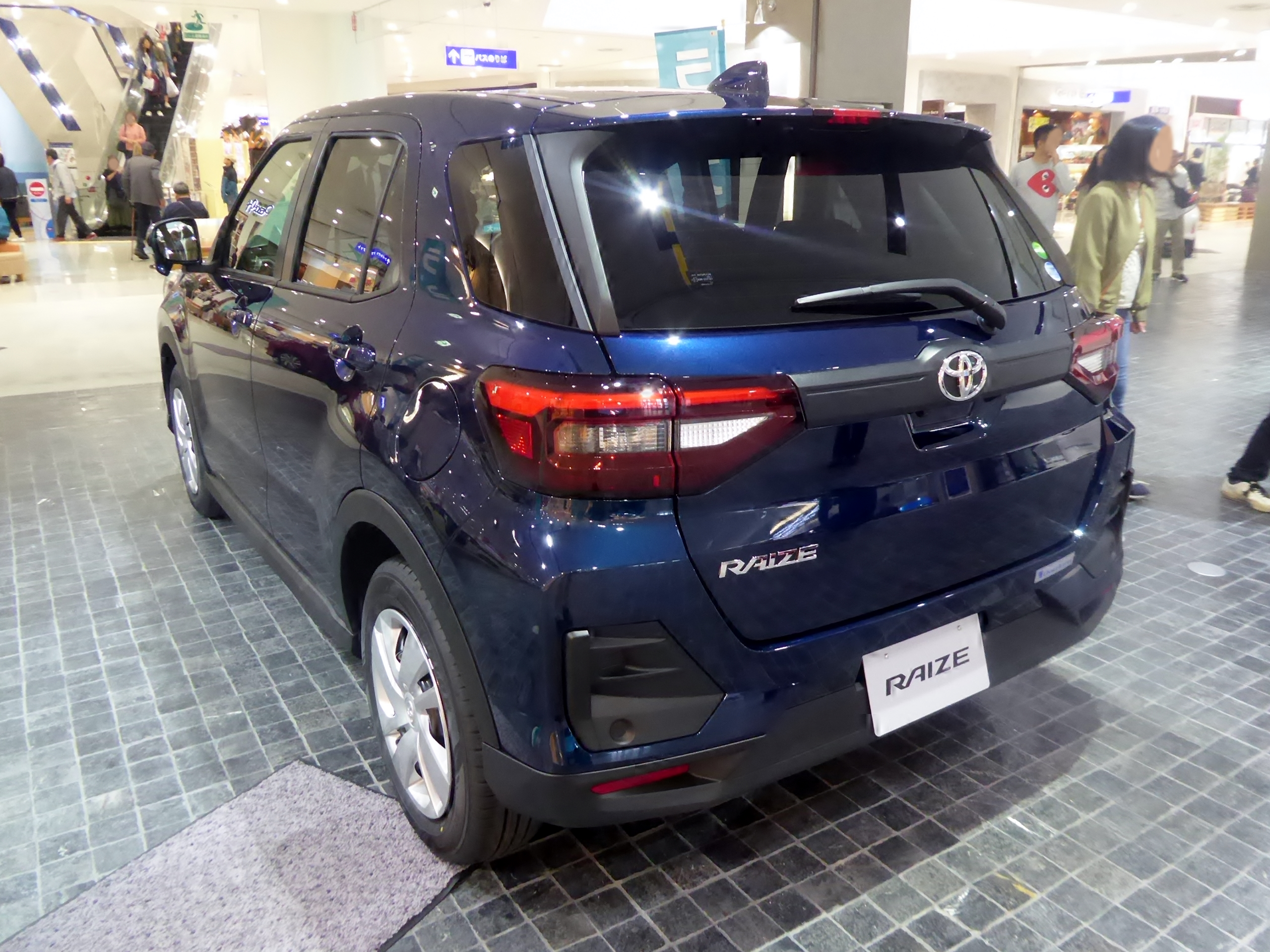
2019年11月発売型 X"S" リア
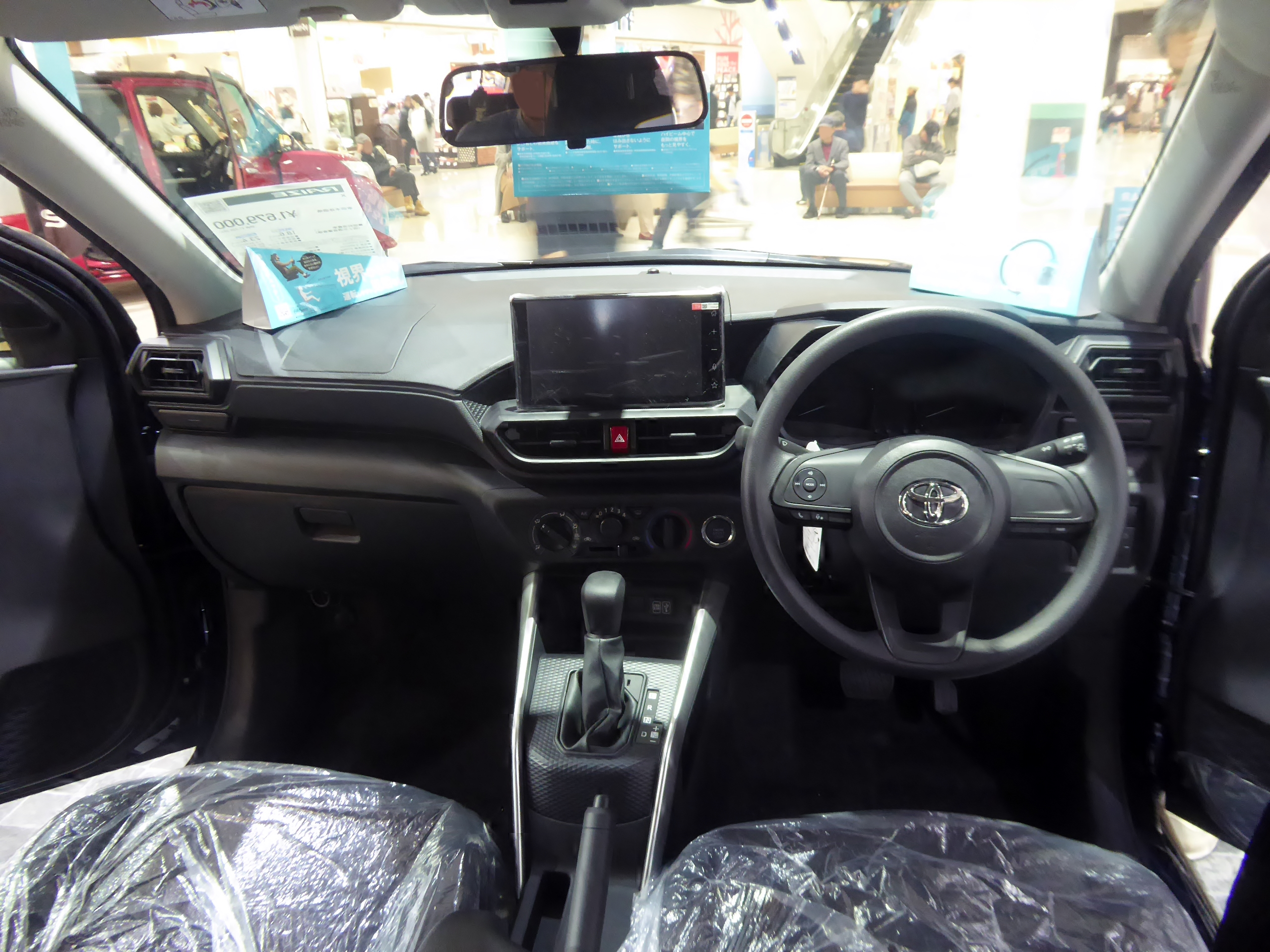
2019年11月発売型 X"S" インテリア

## 機構・メカニズム
エンジンはダイハツ工業製の1.0 L直列3気筒ターボエンジン1KR-VET型が搭載され、トランスミッションはCVTとなる。ライズのCVTはベルト駆動式CVTにスプリットギアを組み込むことで、高速域ではベルト+ギア駆動とすることで伝達効率を向上し、変速比幅を広げたトヨタ車初の「D-CVT」が採用されている。2021年11月の一部改良では、2WD車が排気量を拡大するとともに、熱効率も高められた1.2 LのWA-VE型へ換装された。
2021年11月に追加されたハイブリッドモデルでは、ダイハツが開発したハイブリッドシステム「e-SMART（イースマート）ハイブリッド」を搭載。WA-VEX型エンジンは発電に専念し、発電された電力を使ってモーターで走行するシリーズハイブリッド方式で、小排気量かつシンプル構造とすることでコンパクトサイズを実現している。また、アクセルペダルの操作のみで車速をコントロール可能な「スマートペダル（S-PDL）」が装備された。
| ガソリンエンジン               | ガソリンエンジン       | ガソリンエンジン | ガソリンエンジン         | ガソリンエンジン           | ガソリンエンジン |
| エンジン                       | タイプ                 | 排気量 (cc)      | 最高出力 (kW (PS)/rpm)   | 最大トルク (Nm (kgm)/rpm)  | 備考             |
| ------------------------------ | ---------------------- | ---------------- | ------------------------ | -------------------------- | ---------------- |
| 1KR-VET型                      | 直列3気筒DOHC ICターボ | 996              | 72 (98) / 6,000          | 140 (14.3) / 2,400 - 4,000 |                  |
| WA-VE                          | 直列3気筒DOHC          | 1,196            | 64 (87) / 6,000          | 113 (11.5) / 4,500         |                  |
| ハイブリッド（e-SMART HYBRID） |                        |                  |                          |                            |                  |
| エンジン・ 電気モーター        | タイプ                 | 排気量 (cc)      | 最高出力 (kW (PS)/rpm)   | 最大トルク (Nm (kgm)/rpm)  | 備考             |
| WA-VEX                         | 直列3気筒DOHC          | 1,196            | 60 (82) / 5,600          | 105 (10.7) / 3,200 - 5,200 |                  |
| E1A型                          | 交流同期電動機         | -                | 78 (106) / 4,372 - 6,329 | 170 (17.3) / 0 - 4,372     | フロントモーター |

ラッシュに比べて環境性能が向上されており、WLTCモード走行による排出ガスと燃料消費率（燃料消費率はJC08モード走行も併記）に対応しており、2WD車はガソリン・ハイブリッド問わず「平成30年排出ガス基準50%低減レベル（☆☆☆☆）」認定を取得。2021年11月の一部改良に伴い、ガソリン2WD車は燃費性能が向上され、2030年度燃費基準75%達成に、ハイブリッド車は2030年度燃費基準を達成した。
駆動方式はガソリン車のみ2WDと4WDがあり、ハイブリッド車は2WDのみの設定となる。4WDには発進時や滑りやすい路面走行時に車両状態に合わせて後輪へのトルク配分を適切に行う「ダイナミックトルクコントロール4WD」が採用されている。

## 安全装備
トヨタでは衝突被害軽減ブレーキをはじめとする予防安全の装備群を「Toyota Safety Sense」として展開しているが、本車種はダイハツ工業が生産するモデルのため、軽自動車のピクシスシリーズ、および3代目パッソ、ルーミー/タンクと同じく「スマートアシスト」となる。
ライズでは歩行者・車両検知対応の衝突警報機能や衝突回避支援ブレーキ機能、ブレーキ制御付誤発進抑制機能（前方・後方）、全車速追従機能付ACC（アダプティブクルーズコントロール、停止保持機能なし）、スマートパノラマパーキングアシスト（駐車支援システム）などで構成されたトヨタ車で初の次世代型が採用される。

## 年表
- 2019年（令和元年）
  - 11月5日 - 発表・発売[1]。キャッチフレーズは「サプライズと出会おう。」。
    - グレード体系は「X」・「G」・「Z」の3グレードを基本とする。「X」は16インチスチールホイール（樹脂フルキャップ）、オプティトロンメーター（2眼/LCDマルチインフォメーションディスプレイ）、2スピーカー、マニュアル（ダイヤル式）エアコンなどを装備し、アウトサイドドアハンドルをカラード、バックドアガーニッシュをブラック、ウインド・シールドグリーンガラス（高遮音性）とグリーンガラス（フロントドア）をUVカット機能付としたベーシック仕様で、「スマートアシスト」の一部機能[注釈 2]を追加装備した「X"S"」も設定される。「G」は16インチアルミホイール、LEDデジタルスピードメーター+7インチTFTカラー液晶ディスプレイ（マルチインフォメーションディスプレイ付）、標識認識機能（進入禁止）、運転席シート上下アジャスター、助手席シートアンダートレイを装備するとともに、アウトサイドドアハンドルをメッキに、バックドアガーニッシュを艶あり黒塗装に、ウインド・シールドグリーンガラス（高遮音性）をUVカット・IRカット機能付に、グリーンガラス（フロントドア）をスーパーUVカット・IRカット機能付に、スピーカーを6つに、エアコンをオート（プッシュ式）にそれぞれグレードアップしたスタンダード仕様。「Z」は17インチアルミホイール（ロッキー専用のものとは異なるライズ専用デザイン）、LEDフロントシーケンシャルターンランプ、LEDイルミネーションランプ、ADB（アダプティブドライビングビーム）、全車速追従機能付ACC、サイドビューランプ、LKC（レーンキープコントロール）が追加され、3本スポークステアリングホイールとシフトノブを本革巻き（ステアリングホイールはシルバー塗装付、シフトノブはオーナメント付）としたハイグレード仕様となる。
    - ボディカラーは全8色が設定されており、このうちの7色は2代目ロッキーと共通のラインナップ（「シャイニングホワイトパール」と「レーザーブルークリスタルシャイン」はメーカーオプション）となり、新規開発色は2代目ロッキーに設定されている朱色系の「コンパーノレッド（メーカーオプション・有料色）」が未設定となる代わりに、水色系の「ターコイズブルーマイカメタリック（無償色）」が設定される。また、「ターコイズブルーマイカメタリック」、「シャイニングホワイトパール」、「ブライトシルバーメタリック」の3色にはブラックマイカメタリックのルーフ・ドアミラーとのツートーンが設定されている。なお、2代目ロッキーとは異なり、モノトーンは全グレードで設定可能、ツートーンは「Z」専用設定となる[注釈 3]。

  - 11月12日 - 月額定額制の愛車サブスクリプションサービス『KINTO ONE』の車種にヴォクシー/ノア/エスクァイア、シエンタ、C-HRと共に追加される。
  - 12月5日 - 発売から1ヶ月となる12月4日時点での受注台数が月販目標（4,100台）の約8倍となる約32,000台となったことが発表された[5]。
- 2021年（令和3年）11月1日 - 一部改良[6]。
  - ハイブリッド車の追加、ガソリン2WD車のエンジン換装に加え、「スマートアシスト」は衝突警報や衝突回避支援機能に夜間の対歩行者検知機能が追加され、進入禁止・最高速度・一時停止に対応した標識認識機能を追加。「Z」はパーキングブレーキが電動化[注釈 4]され、全車速追従機能付ACCには停止保持機能が追加された。キーを持って施錠状態の車両に近づくとルームランプが点灯するウェルカムランプ機能を全車に標準装備された。
  - ボディカラーはブライトシルバーメタリックと入れ替えでスムースグレーマイカメタリックが新たに設定され、「Z」専用色のツートーンもブラックマイカメタリック×ブライトシルバーメタリックと入れ替えでブラックマイカメタリック×スムースグレーマイカメタリックが設定された。
  - グレード体系も一部変更され、「X"S"」は「X」に統合される形で廃止され、「スマートアシスト」は全車標準装備となった。ハイブリッド車は「G」と「Z」の2グレードが設定される。ハイブリッド車には搭載車の証として、他のトヨタ車同様に、リアドア右下にハイブリッドシンボルマーク（HYBRID SYNERGY DRIVE）が装着される[注釈 5]。
- 2023年（令和5年）
  - 5月19日（補足） - OEM元のダイハツ・ロッキーを含むe-SMART HYBRID仕様車で、安全性を確認する側面衝突試験の手続きに不正が見つかったと発表し、製造・出荷、ならびに販売を停止[7]。対象は約7～8万台に上る[8]。
  - 10月14日（補足） - 上記の不祥事に伴う調査が長引き、生産再開の見通しが立たないため、ダイハツ・ロッキーを含むe-SMART HYBRID仕様車の受注を取り消すことが、同日までに販売店に通知された[9]。
- 2024年（令和6年）7月17日 - ダイハツ・ロッキーを含むe-SMART HYBRID仕様車の生産を再開した[10]。

## 車名の由来
英語のRISEとRAISEからの造語。毎日を盛り上げるアクティブなクルマであることを表現している。